# Sutton Vane
Sutton Vane (Anglaterra, 9 de novembre de 1888 - Hastings, East Sussex, 15 de juny de 1963) va ser un guionista de televisió i de cinema anglès.
Sutton Vane va néixer a Anglaterra, i inicià la seva carrera com a actor abans de la I Guerra Mundial. Finalitzada aquesta, va començar a escriure guions a França.

## Filmografia
- 1930: Outward Bound
- 1944: Between Two Worlds
- 1949: The Ford Theatre Hour
- 1952: Broadway Television Theatre
- 1955: Front Row Center